# روري ستيوارت
روري ستيوارت (بالإنجليزية: Rory Stewart)‏ هو دبلوماسي وكاتب رحلات وكاتب وضابط وسياسي بريطاني، ولد في 3 يناير 1973 في هونغ كونغ في الصين. حزبياً، نشط في حزب المحافظين، وهو مقدم البرودكاست الشهير وتبقى السياسة The Rest Is Politics.

## مناصب
- في انتخابات المملكة المتحدة لعام 2010، انتخب عضو برلمان المملكة المتحدة الـ55 عن دائرة بينريث وذا بوردر وقد انضم خلال فترته النيابية ‏ (6 مايو 2010 – 30 مارس 2015) للكتلة البرلمانية حزب المحافظين.
- في الانتخابات العامة في المملكة المتحدة 2015، انتخب عضو برلمان المملكة المتحدة الـ56 عن دائرة بينريث وذا بوردر وقد انضم خلال فترته النيابية ‏ (8 مايو 2015 – 3 مايو 2017) للكتلة البرلمانية حزب المحافظين.
- في الانتخابات التشريعية البريطانية 2017، انتخب عضو برلمان المملكة المتحدة الـ57 عن دائرة بينريث وذا بوردر وقد انضم خلال فترته النيابية ‏ (8 يونيو 2017 – ) للكتلة البرلمانية حزب المحافظين.
- انتخب Minister of state (United Kingdom) [الإنجليزية]‏.

## وصلات خارجية
- الموقع الرسمي